# Talmo, Georgia
Talmo är en kommun (town) i Jackson County i Georgia. Vid 2020 års folkräkning hade Talmo 257 invånare.